# Нойгаузен (Саксонія)
Нойгаузен (нім. Neuhausen) — громада в Німеччині, розташована в землі Саксонія. Входить до складу району Середня Саксонія.
Площа — 48,03 км2. Населення становить 2555 ос. (станом на 31 грудня 2020).